# Christiane Vera Felscherinow
Christiane Vera Felscherinow, Christiane F., född 20 maj 1962 i Hamburg, mest känd som huvudpersonen i boken Gänget i tunnelbanan / Christiane F. och filmen som är gjord efter boken.
Felscherinow växte upp i en familj med en far som var alkoholist. När hon var sex år gammal flyttade familjen till Berlinförorten Gropiusstadt i Neukölln. Föräldrarna skildes när Felscherinow var 12 år gammal. Då var hon redan drogberoende. När hon var 13 injicerade hon heroin för första gången. Felscherinow prostituerade sig vid Kurfürstenstraße och vid järnvägsstationen Bahnhof Zoo för att finansiera sitt missbruk. Hon levde ett dubbelliv tills hennes mor upptäckte det en söndag i slutet av januari 1977. I november samma år skickade modern henne till släktingar i Schleswig-Holstein.
1978 uppmärksammades Felscherinow av Stern-journalisterna Kai Hermann och Horst Rieck då hon vittnade vid en rättegång. Man bad om en intervju som ledde till två månaders research och som blev till boken Gänget i tunnelbanan / Christiane F.. Boken blev senare till en film, Christiane F. / Vi barn från Bahnhof Zoo i regi av Ulrich Edel.
Mellan 1981 och 1983 försökte Felscherinow med stöd och hjälp av sin dåvarande partner Alexander Hacke sig på en karriär som sångerska och skådespelerska, bland annat med artistnamnen Christiane F. och Christiana. Tillsammans med Hacke bildade hon duon Sentimentale Jugend och uppträdde bland annat vid festivalen Genialer Dilletanten i Berlin i september 1981. Hösten 1983 reste hon runt i USA med filmen om sitt liv, en turné under vilken hon avslöjade sitt riktiga namn. Mellan 1987 och 1993 bodde Felscherinow i Grekland. 1996 födde hon en son som 2008 omhändertogs av myndigheterna i Potsdam-Mittelmark eftersom Felscherinow återfallit i drogmissbruk och fått psykiska problem. 

## Diskografi
- Wunderbar/Der Tod holt mich ein (med Alexander Hacke från Einstürzende Neubauten, 1982)
- Gesundheit (EP, 1982)
- CHRISTIANA - Final Church (Maxisingel, 1982)
- Wunderbar - Helth Dub (Maxisingel, 2003)

## Filmografi och media
- Neonstadt (1981/82), Regi: Wolfgang Büld
- Decoder (1983/84), Regi: "Muscha"
- Christiane F. (Dokumentärfilm Radio Bremen 1983)
- Christiane F. (Dokumentärfilm Spiegel-TV 1996)
- Die Grosse Untergangsshow - Festival Genialer Dilletanten - Berlin Tempodrom, 4. September 1981. Vinyl on Demand Friedrichshafen 2005
- Berlin Super 80. Music & Film Underground West Berlin 1978 - 1984, feat. music by Malaria, Christiane F., Die Tödliche Doris, Einstürzende Neubauten and others. Concept & Realisation Toni Schifer, Rolf S. Wolkenstein. Monitorpop Entertainment, Berlin 2005.

## Filmatisering
- Christiane F. - Vi barn från Bahnhof Zoo (BRD 1980/81) i regi av Ulrich Edel, med Natja Brunckhorst som Christiane F.